# Tung
Tung (danh pháp khoa học: Hernandia nymphaeifolia) là một loài thực vật có hoa trong họ Hernandiaceae. Loài này được Karel Bořivoj Presl miêu tả khoa học đầu tiên năm 1835 dưới danh pháp Biasolettia nymphaeaefolia. Năm 1970 Klaus Kubitzki chuyển nó sang chi Hernandia.